# پیسمو بیچ (کالیفرنیا)
پیسمو بیچ (به انگلیسی: Pismo Beach) شهری در شهرستان سن لوییز اوبیسپو، کالیفرنیا ایالت کالیفرنیا است که در سرشماری سال ۲۰۱۰ میلادی، ۷۶۵۵ نفر جمعیت داشته است.